# Новая Урада
Новая Урада — кутан в Шамильском районе Дагестана. Не имеет официального статуса. Подчинено сельскому поселению «Сельсовет „Урадинский“».

## Географическое положение
Расположено на территории Кумторкалинского района в 14 км к северо-западу от села Коркмаскала, у федеральной трассы «Кавказ».

## История
Образовано переселенцами из села Урада на землях отгонного животноводства, на территории Кумторкалинского района.